# Queguayar
Queguayar é uma localidade uruguaia  que faz parte do município de Lorenzo Geyres, no departamento de Paysandú, a 40km de distância da capital Paysandú.

## Toponímia
A localidade foi fundada como empreendimento da MEVIR com este nome.

## População
Segundo o censo de 2011 a localidade contava com uma população de 135 habitantes.
| Variação demográfica do município entre 2004 e 2011 |
|                                                     |

## Autoridades
A localidade é subordinada ao município de Lorenzo Geyres.

## Religião
A localidade possui uma capela "Casa de Familia", subordinada à paróquia "Santa Terezinha do Menino Jesus" (cidade de Quebracho), pertencente à Diocese de Salto)

## Transporte
O município possui a seguinte rodovia:
- Ruta 3, que liga Bella Unión (departamento de Artigas) e à Ponte Internacional Bella Unión - Barra do Quaraí - BR-472 (Barra do Quaraí / Rio Grande do Sul) a cidade de Rafael Perazza (departamento de San José. [9][10][11]